# Distinguished Intelligence Medal
L'honorable médaille du renseignement (Distinguished Intelligence Medal) est accordée par la Central Intelligence Agency à ses employés :
« For performance of outstanding services or for achievement of a distinctly exceptional nature in a duty or responsibility, the results of which constitute a major contribution to the mission of the Agency »
« pour des services ou un exploit exceptionnels en service ou en responsabilité dont les résultats constituent une contribution majeure à la réalisation des missions de l'Agence. »
Il s'agit, parmi les décorations de la CIA, de la deuxième en ordre d'importance après la Distinguished Intelligence Cross mais la première pour service rendu car la Croix est décernée pour des actes de courage. Comme les autres médailles de la CIA, celle-ci est souvent qualifiée de « médaille coquille » puisqu'elles sont souvent accordées secrètement du fait de niveau de classification des opérations et ne peuvent être exhibées ou alors dans le cas de la reconnaissance des faits.

## Récipiendaires connus
- Dr. William Anderson
- James Jesus Angleton
- Milt Bearden
- Gary Berntsen
- Cofer Black
- Robert G. Brewster
- David W. Carey
- John W. Coffey
- William Colby
- Ryszard Kukliński[2]
- James Critchfield
- Henry Crumpton
- James B. Donovan
- Carl Duckett (deux fois)
- Maj. Gen. Michael E. Ennis, USMC[3]
- Fritz Ermarth
- Harry B. Fisher
- Robert Gates
- Clair George (trois fois)
- Burton Gerber
- Willis A. Gibbons
- Sidney Gottlieb
- Gardner Hathaway
- Richard Helms
- Dick Holm
- John R. Horton[4]
- Lawrence R. Houston[5]
- Clarence Leonard Johnson
- Arthur C. Lundahl[6]
- Richard Kerr
- George Kisevalter
- Ross Newland
- Erik J. Newton
- Edmund H. Nowinski[7]
- James Pavitt[8]
- Paul Redmond
- Winston M. Scott
- Theodore Shackley
- Adm. William O. Studeman, USN[9]
- Harritte Thompson[10]
- Arseniy Yatsenyuk
- John H. Waller[11]
- William H. Webster

## Voir également
- Décorations gouvernementales des États-Unis

### Traduction
- (en) Cet article est partiellement ou en totalité issu de l’article de Wikipédia en anglais intitulé « Distinguished Intelligence Medal » (voir la liste des auteurs).